# Parti révolutionnaire moderne
Le Parti révolutionnaire moderne (en espagnol : Partido Revolucionario Moderno ; abrégé en PRM) est un des principaux partis politiques de la République dominicaine, de tendance libérale réformiste.
Il est né d'une scission avec le Parti révolutionnaire dominicain et a été reconnu sur le plan national le 9 septembre 2014. Le PRM est le représentant dominicain de l'Alliance progressiste. À la fin de cette année, 34 députés de l'Assemblée nationale dominicaine avait rejoint ce nouveau parti.
Pour l'élection présidentielle dominicaine de 2016, le PRM rassemble autour de lui une coalition regroupant 10 partis, menée par Luis Abinader qui est battu par Danilo Medina (PLD). 
Luis Abinader, de nouveau candidat pour le PRM, est élu président de la République dominicaine en 2020. Le PRM obtient une large majorité au Parlement dominicain.